# Steve Scheffler
Stephen Robert "Steve" Scheffler (Grand Rapids, Míchigan; 3 de septiembre del 1967) es un exjugador profesional de baloncesto estadounidense.
Tiene un hermano llamado Tom Scheffler (6'10"/210cm) que jugó 39 partidos en los Portland Trail Blazers en la temporada 1985-86.

## Trayectoria deportiva

### Universidad
Scheffler jugó en la Universidad Purdue, finalizó su carrera en la NCAA como líder en cuanto a porcentaje de tiro de campo. Es uno de los tres jugadores de Purdue que fueron elegidos en el Big Ten MVP (1990), Jim Rowinksi (1984) y Glenn Robinson (1994) siendo los otros. Fue querido en Seattle por sus raras apariciones y por sus anotaciones en los finales de partido.

### Profesional
Scheffler fue seleccionado por los Charlotte Hornets en la segunda ronda (puesto 39 en total) del Draft de 1990. Jugó para los Hornets, Sacramento Kings, Denver Nuggets y Seattle SuperSonics en 7 años en la NBA fue el jugador 12, jugó 178 partidos siendo titular en 8 y promedió 1,9 puntos en 5,3 minutos por partido con un 55.8% en tiros de campo. Scheffler era miembro de los Sonics cuando alcanzó las Finales de 1996 y jugó efímeramente en cuatro de los seis partidos, en sus salidas a la pista la afición del KeyArena aumentaba los decibelios considerablemente. Scheffler era conocido por destacar en las Ligas de Verano ante los jóvenes jugadores de la NBA, pero que reducía su rendimiento durante la temporada regular.

## Estadísticas de su carrera en la NBA

### Temporada regular
| Año     | Equipo     | PJ  | PT | MPP | %TC   | %3P  | %TL  | RPP | APP | ROB | TPP | PPP |
| ------- | ---------- | --- | -- | --- | ----- | ---- | ---- | --- | --- | --- | --- | --- |
| 1990-91 | Charlotte  | 39  | 0  | 5.8 | .513  |      | .905 | 1.2 | .2  | .2  | .1  | 1.5 |
| 1991-92 | Sacramento | 4   | 0  | 3.8 | 1.000 |      | .833 | .8  | 0   | 0   | .3  | 2.3 |
| 1991-92 | Denver     | 7   | 0  | 6.6 | .571  |      | .667 | 1.6 | 0   | .4  | 0   | 1.7 |
| 1992-93 | Seattle    | 29  | 5  | 5.7 | .521  |      | .667 | 1.2 | .2  | .2  | 0   | 2.3 |
| 1993-94 | Seattle    | 35  | 1  | 4.3 | .609  |      | .950 | .7  | .2  | .2  | 0   | 2.1 |
| 1994-95 | Seattle    | 18  | 0  | 5.7 | .522  |      | .833 | 1.3 | .2  | .1  | .1  | 2.2 |
| 1995-96 | Seattle    | 35  | 2  | 5.2 | .533  | .200 | .474 | .9  | .1  | .2  | .1  | 1.7 |
| 1996-97 | Seattle    | 7   | 0  | 4.1 | .857  |      | .500 | .4  | 0   | 0   | 0   | 1.9 |
| Total   | Total      | 174 | 8  | 5.3 | .558  | .200 | .759 | 1.0 | .1  | .2  | 0   | 1.9 |

### Playoffs
| Año   | Equipo  | PJ | PT | MPP | %TC   | %3P | %TL   | RPP | APP | ROB | TPP | PPP |
| ----- | ------- | -- | -- | --- | ----- | --- | ----- | --- | --- | --- | --- | --- |
| 1993  | Seattle | 9  | 0  | 2.4 | .500  |     | 1.000 | 1.1 | .1  | .2  | 0   | 1.6 |
| 1994  | Seattle | 1  | 0  | 9.0 | 1.000 |     | 0     | 3.0 | 0   | 1.0 | 0   | 2.0 |
| 1995  | Seattle | 1  | 0  | 1.0 | 1.000 |     | 0     | 1.0 | 0   | 0   | 0   | 2.0 |
| 1996  | Seattle | 8  | 0  | 2.8 | 0     |     | 0     | .8  | .3  | .1  | 0   | 0   |
| Total | Total   | 19 | 0  | 2.8 | .438  |     | 0.500 | 1.1 | .2  | .2  | 0   | .9  |